# Uronectes
Uronectes Bronn (1850) Günther 1862 é um género extinto de pequenos crustáceos epifaunais de água doce do Carbonífero. O taxa foi incluído na ordem †Palaeocaridacea na revisão publicada por Schram and Schram (1979).
Por ser inteiramente fóssil, a composição específica do género Uronectes Günther 1862 e a sua posição taxonómica são mal conhecidos. As espécies conhecidas são Uronectes kinniensis e Uronectes fimbriatus.